# UFC Fight Night: Bisping vs. Leites
UFC Fight Night: Bisping vs. Leites è stato un evento di arti marziali miste tenuto dalla Ultimate Fighting Championship svolto il 18 luglio 2015 al The SSE Hydro di Glasgow, Scozia.

## Retroscena
Dopo aver ospitato 15 eventi in vari paesi sparsi del Regno Unito, questo fu il primo organizzato dalla UFC in Scozia.
Nel main event si affrontarono nella categoria dei pesi medi il veterano Michael Bisping e il brasiliano Thales Leites.
Ian Entwistle avrebbe dovuto affrontare Marcus Brimage. Tuttavia, Entwistle venne rimosso dalla card alla fine di giugno per essere rimpiazzato dal nuovo arrivato Jimmie Rivera.
Daniel Omielańczuk doveva vedersela con Konstantin Erokhin, ma proprio quest'ultimo si infortunò e venne sostituito da Chris de la Rocha.
Jake Matthews doveva affrontare Mickael Lebout. Tuttavia, il 9 luglio, Matthews subì un infortunio e venne sostituito dal nuovo arrivato Teemu Packalén.
Joanne Calderwood avrebbe dovuto affrontare Bec Rawlings. Tuttavia, la rawlings subì un infortunio il 10 luglio e venne rimpiazzata da Cortney Casey.

## Risultati
|                  | Divisione         |                    |                 |                   | Metodo                                      | Round           | Tempo           | Premio          |
| Card Principale  | Card Principale   | Card Principale    | Card Principale | Card Principale   | Card Principale                             | Card Principale | Card Principale | Card Principale |
| ---------------- | ----------------- | ------------------ | --------------- | ----------------- | ------------------------------------------- | --------------- | --------------- | --------------- |
|                  | Pesi Medi         | Michael Bisping    | batte           | Thales Leites     | Decisione non unanime (47-48, 49-46, 48-47) | 5               | 5:00            |                 |
|                  | Pesi Leggeri      | Evan Dunham        | batte           | Ross Pearson      | Decisione unanime (30-27, 30-27, 29-28)     | 3               | 5:00            |                 |
|                  | Pesi Leggeri      | Joseph Duffy       | batte           | Ivan Jorge        | Sottomissione (triangolo)                   | 1               | 3:05            | POTN            |
|                  | Pesi Paglia (F)   | Joanne Calderwood  | batte           | Cortney Casey     | Decisione unanime (30-27, 29-28, 30-27)     | 3               | 5:00            | FOTN            |
|                  | Pesi Welter       | Leon Edwards       | batte           | Pawel Pawlak      | Decisione unanime (30-27, 30-27, 30-27)     | 3               | 5:00            |                 |
|                  | Pesi Leggeri      | Stevie Ray         | batte           | Leonardo Mafra    | KO Tecnico (pugni)                          | 1               | 2:30            | POTN            |
| Card Preliminare |                   |                    |                 |                   |                                             |                 |                 |                 |
|                  | Pesi Mosca        | Patrick Holohan    | batte           | Vaughan Lee       | Decisione unanime (30-27, 30-27, 30-27)     | 3               | 5:00            |                 |
|                  | Pesi Mediomassimi | Ilir Latifi        | batte           | Hans Stringer     | KO (pugni)                                  | 1               | 0:56            |                 |
|                  | Pesi Leggeri      | Mickael Lebout     | batte           | Teemu Packalén    | Decisione unanime (29-28, 29-28, 30-27)     | 3               | 5:00            |                 |
|                  | Pesi Piuma        | Rob Whiteford      | batte           | Paul Redmond      | KO (pugni)                                  | 1               | 3:04            |                 |
|                  | Pesi Gallo        | Jimmie Rivera      | batte           | Marcus Brimage    | KO Tecnico (pugni)                          | 1               | 1:29            |                 |
|                  | Pesi Massimi      | Daniel Omielańczuk | batte           | Chris de la Rocha | KO Tecnico (pugni)                          | 1               | 0:48            |                 |

## Premi
I lottatori premiati ricevettero un bonus di 50.000 dollari.
Legenda:
- FOTN: Fight of the Night (vengono premiati entrambi gli atleti per il miglior incontro dell'evento)
- POTN: Performance of the Night (viene premiato il vincitore per la migliore performance dell'evento)

## Incontri Annullati
|  | Divisione       |                    |        |                    | Motivo                             |
|  | --------------- | ------------------ | ------ | ------------------ | ---------------------------------- |
|  | Pesi Gallo      | Ian Entwistle      | contro | Marcus Brimage     | Entwistle venne rimosso dalla card |
|  | Pesi Massimi    | Daniel Omielańczuk | contro | Konstantin Erokhin | Erokhin subì un infortunio         |
|  | Pesi Leggeri    | Jake Matthews      | contro | Mickael Lebout     | Matthews subì un infortunio        |
|  | Pesi Paglia (F) | Joanne Calderwood  | contro | Bec Rawlings       | Rawlings subì un infortunio        |